# いくえい塾
いくえい塾（いくえいじゅく）とは、広島県安芸郡に本部を置き、広島県中西部を中心に展開する学習塾。1961年創業と同県内では最も歴史のある学習塾のひとつである。創業者は中島栄蔵